# Sigfrido de Suecia

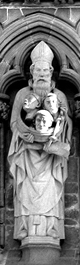
San Sigfrido en la Catedral de Nidaros, Trondheim, Noruega.

Sigfrido o Sigifredo (en sueco, Sigfrid o  Sigurd) (ca. 995 - ca. 1067) fue un misionero, obispo y santo anglosajón. Según la tradición cristiana, fue uno de los primeros misioneros en Noruega y Suecia. Es representante de la cristianización de esos dos países y se le asignó el título de apóstol de las provincias de Småland y Västergötland.
Su biografía es confusa, porque las fuentes antiguas que lo mencionan no parecen tener ilación o coherencia entre sí.

## En Noruega
Según las sagas de Snorri Sturluson, un monje benedictino de Glastonbury llamado Sigurd habría acompañado a Olaf Tryggvason desde Inglaterra cuando este regresó a Noruega para reclamar el trono. Cuando Olaf pudo hacerse del poder, inició una violenta campaña de cristianización del país, en la que Sigfrido jugó un papel central. Canonizó a Santa Sunniva, la primera santa de Noruega.

## En Suecia
Según algunas fuentes, Sigfrido trabajó un tiempo en Dinamarca y de ahí partió para Suecia. En cualquier caso, llegó como evangelizador a Suecia, donde envió a los misioneros Eskil y Botvid, también anglosajones, a cristianizar la zona del lago Mälaren.
Se dice que San Sigfrido llegó a la localidad de Värend, en la provincia de Småland, procedente de Dinamarca en compañía de sus tres sobrinos; estos fueron asesinados cerca de Växjö mientras Sigfrido se encontraba en Västergötland, donde la Leyenda de Sigfrido, una fuente medieval, señala que bautizó al rey Olaf Skötkonung. A pesar de que al regresar a Värend encontró una tina de madera flotando en un lago con las cabezas de sus sobrinos, Sigfrido continuaría realizando predicaciones y construyendo iglesias en todo el sur de Suecia, hasta que falleció en Växjö, donde reposan sus restos. Sus reliquias fueron destruidas en el siglo XVII.
Su festividad es el 15 de febrero
. Se lo suele representar con una mitra de obispo, un báculo en una mano y una escudilla con tres cabezas en la otra.

## Las contradicciones en las fuentes históricas
Aunque en general se acepta su existencia, los acontecimientos de su vida no pueden ser comprobados y resultan contradictorios en las fuentes históricas. Según la Leyenda de Sigfrido, este era arzobispo de York, y fue enviado a Suecia por órdenes del rey inglés Mildred, personaje inexistente según las fuentes históricas. En contradicción con la leyenda, el historiador Saxo Grammaticus señala que Olof Skötkonung fue bautizado por otro misionero inglés, de nombre Bernhard. Por su parte, la Västgötalagen, muy probablemente influida por la Leyenda dice que Sigfrido bautizó al rey y fue el primer obispo de Skara. El historiador eclesiástico Adán de Bremen desmiente esta teoría, pues según él, el primer obispo de Skara tenía por nombre Thurgot, si bien acepta la existencia de un misionero de nombre Sigfrido. Algunos historiadores contemporáneos han puesto en duda la localización de la sede episcopal de Sigfrido en Växjö.